# Goliatkran

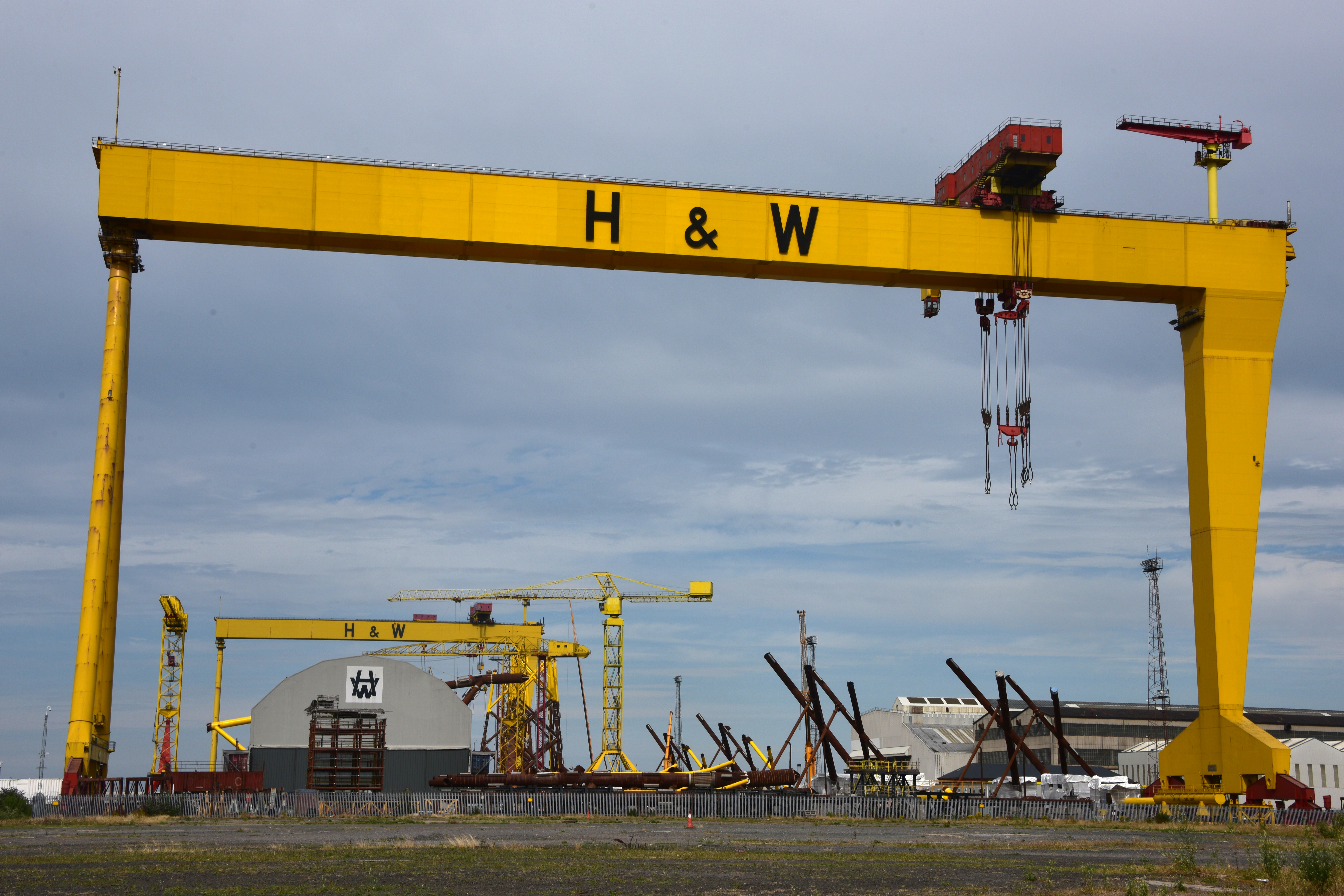
Kranarna "Goliath" och "Samson" på Harland and Wolff i Belfast, Nordirland, juli 2018

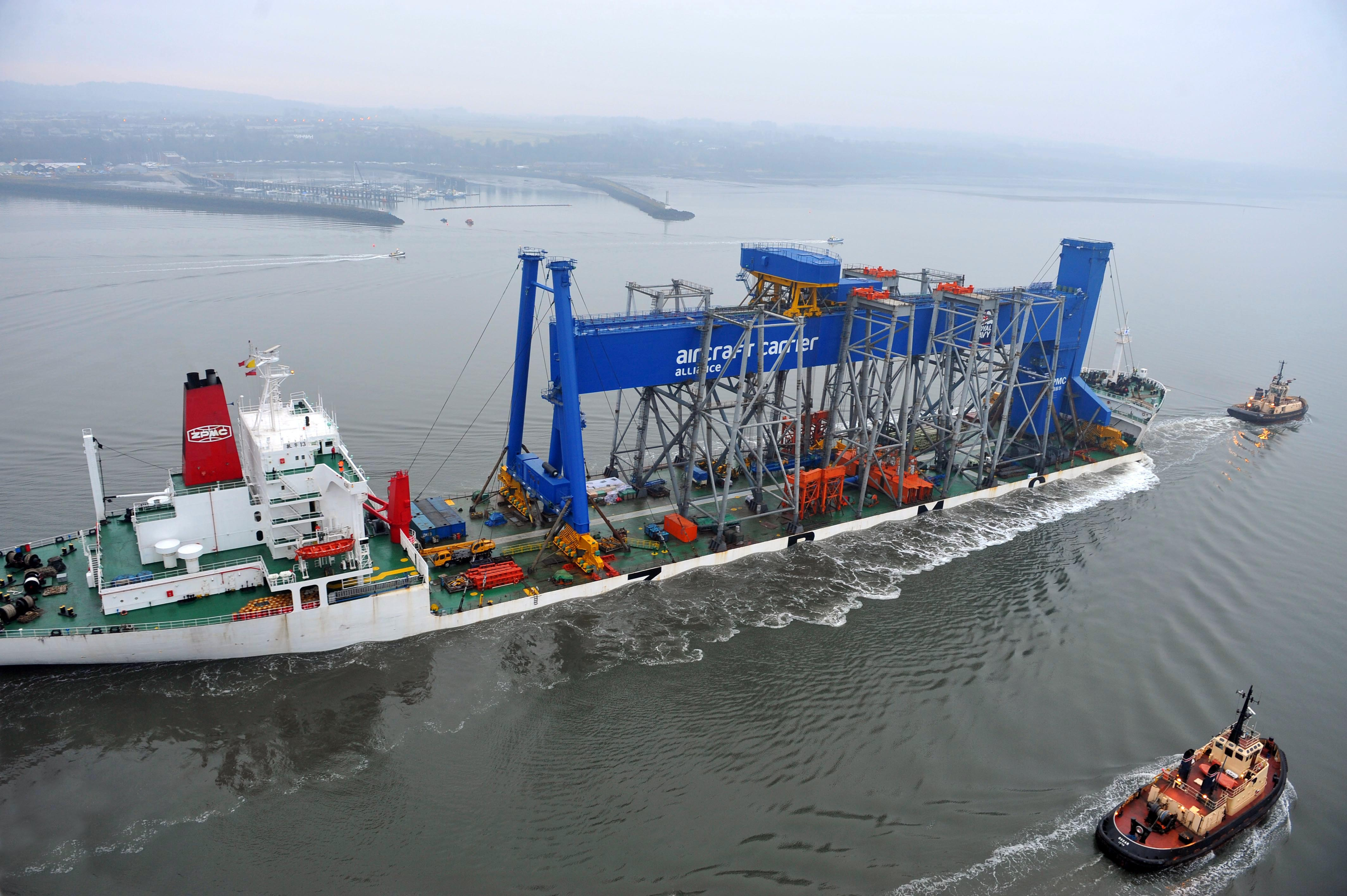
Leverans av kranen "Goliath" från Shanghai i Kina till Babcock Internationals Rosyth Dockyard på ZPMC:s Zhen Hua 13, mars 2011

Goliatkran är en stor portalkran av den typ som används på skeppsvarv för tillverkning av fartyg som supertankers, stora kryssnings- och stora containerfartyg och liknande.

## Exempel på goliatkranar
- Meyers varv i Åbos goliatkran, vilken var Nordens största kran när den levererades 2017 av Konecranes. Den är 120 meter hög, har en spännvidd på 154 meter och en sammanlagd lyftkapacitet i en övre och en lägre kran på 1 200 ton.[2]
- En andra portalkran på Estaleiro Rio Grande i delstaten Rio Grande do Sul i Brasilien. Den är 117 meter hög, har en spännvidd på 210 meter och väger 2 000 ton.[3][4]
- Kværners kran "Storen" på varvet i Stord i Norge, som var Nordeuropas största kran när den levererades av Konecranes 2013. Den är 115 meter hög, har en spännvidd på 150 meter och en lyftförmåga på 800 ton.[5]
- Rosyth Dockyards portalkran "Goliath" i Glasgow i Skottland är 68 meter hög, har en spännvidd på 120 meter och en lyftförmåga på 1 000 ton. Den levererades av ZPMC 2011 för tillverkningen av två nya brittiska hangarfartyg av Queen Elizabeth-klass.
- Kranen "Goliath", sedan 2008 på Daewoo Shipbuilding & Marine Engineerings varv Mangala Shipyard i Rumänien, ursprungligen från 1975 på General Dynamics Fore River Shipyard i Quincy i Massachusetts i USA.
- Kockumskranen, världens största bockkran; höjd 146 meter, bredd 175 meter, lyftkraft 1 500 ton eller nästan dubbelt så hög och 1,5 gånger så bred som Eriksbergskranen, och med mer än tre gånger så stor lyftkraft som Eriksbergskranen. Tidigare i Malmö, numera i Ulsan i Sydkorea[6]
- Eriksbergskranen, höjd 80 meter, bredd 115 meter, lyftkraft 450 ton.[7] Numera byggnadsminne i Göteborg.
- Samson och Goliath, två kranar på tidigare Harland & Wolffs varv i Belfast i Nordirland, vilka idag har någon slags skydd som "historical monuments", efter det att varvet upphörde att bygga fartyg 2003. Samson är 116 meter hög och Goliath 96 meter. De har båda en spännvidd på 140 meter och lyfter 840 ton vardera. De tillverkades av Krupp-Werke) 1969 respektive 1974.

## Tillverkare i urval
- Konecranes
- Henan Weihua Heavy Machinery Co., Changyuan, Kina[8]
- ZPMC, Shanghai, Kina

## Bildgalleri

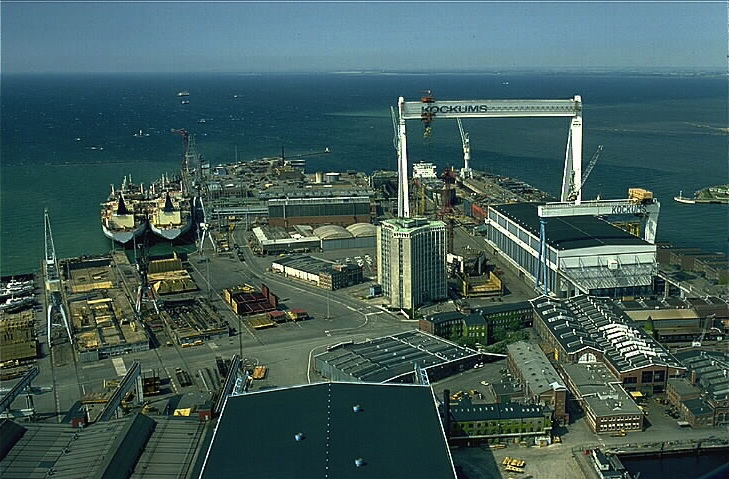
Kockumskranen i Malmö, 1970-talet
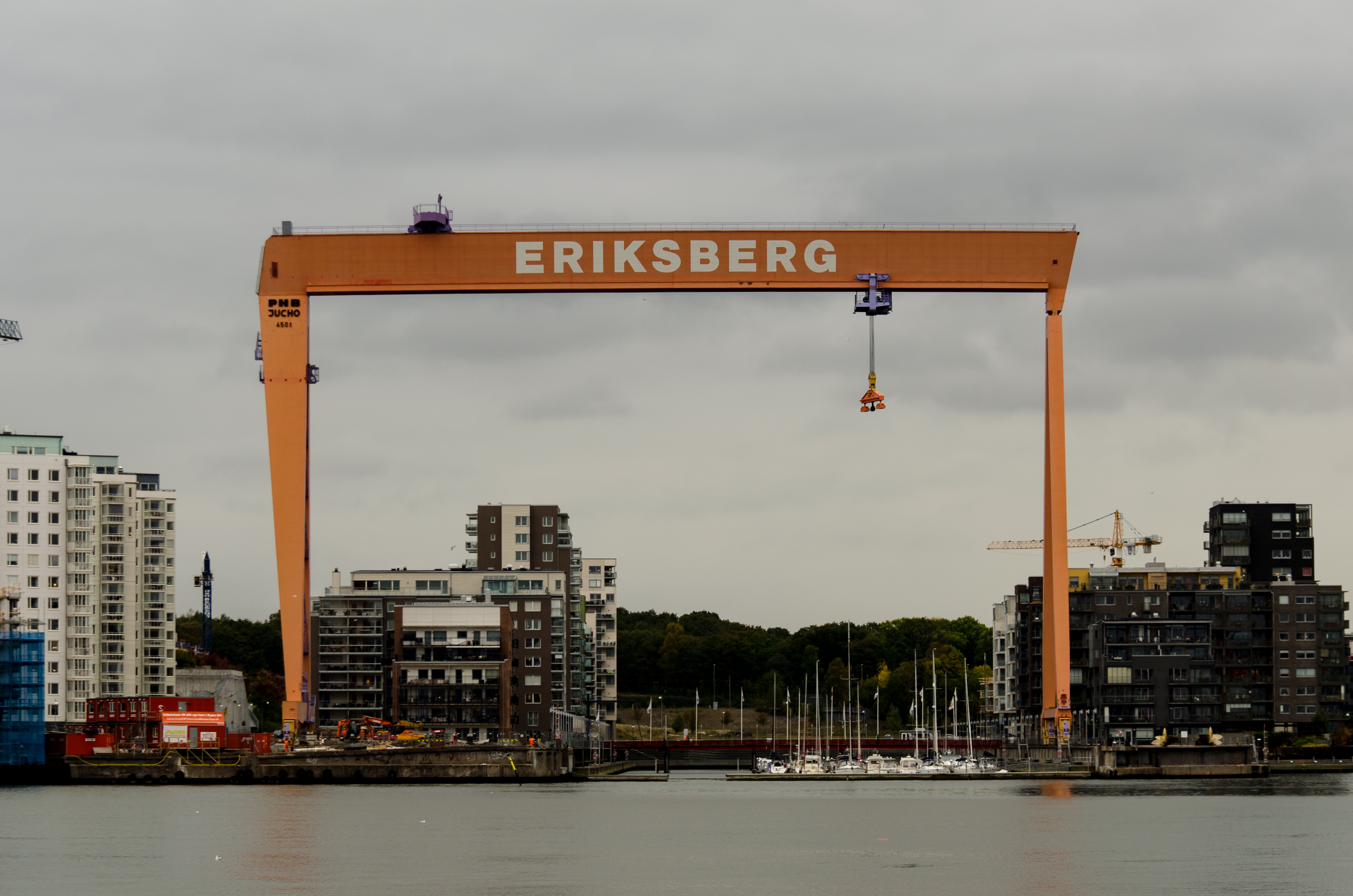
Eriksbergs bockkran i Göteborg
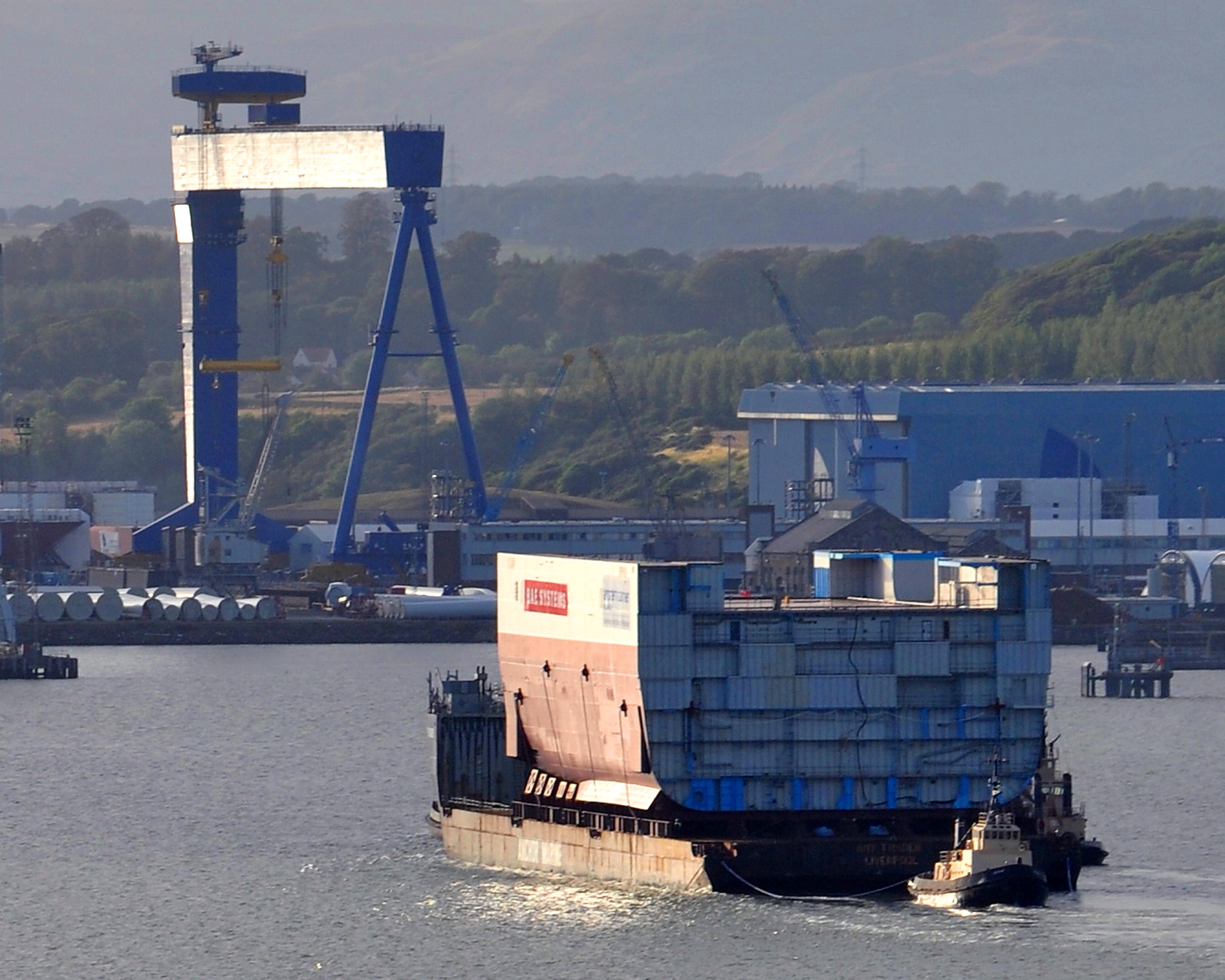
Den 20 meter höga fartygsdelen Lower Block 03 till hangarfartyget HMS Queen Elizabeth (R08) på 8 000 ton på väg till Rosyth Dockyard från Govan Yard runt Skottland, augusti 2011
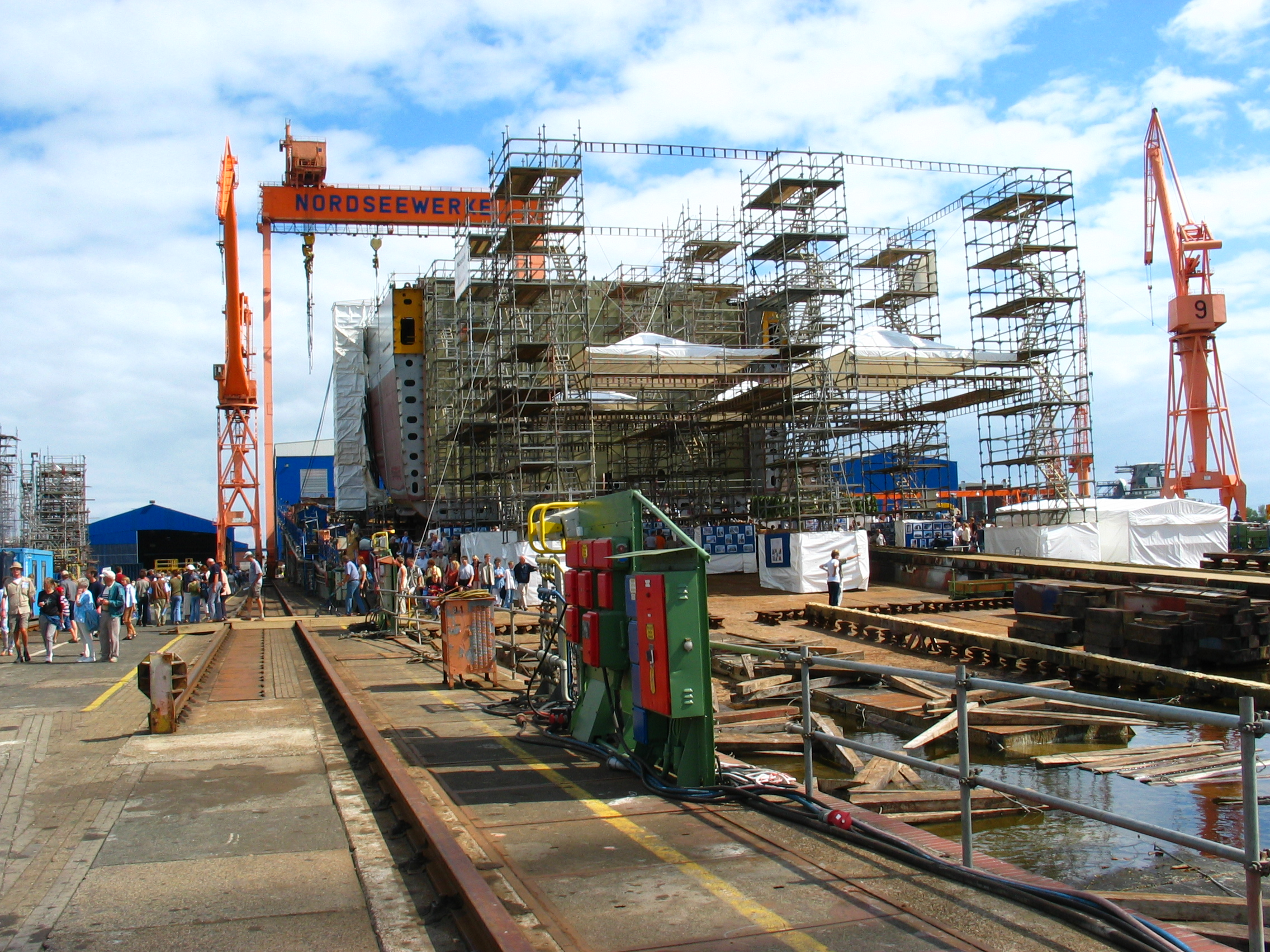
Portalkranen på Nordseewerke i Emden i Tyskland, 2005